# Liste der Baudenkmäler in Garching an der Alz

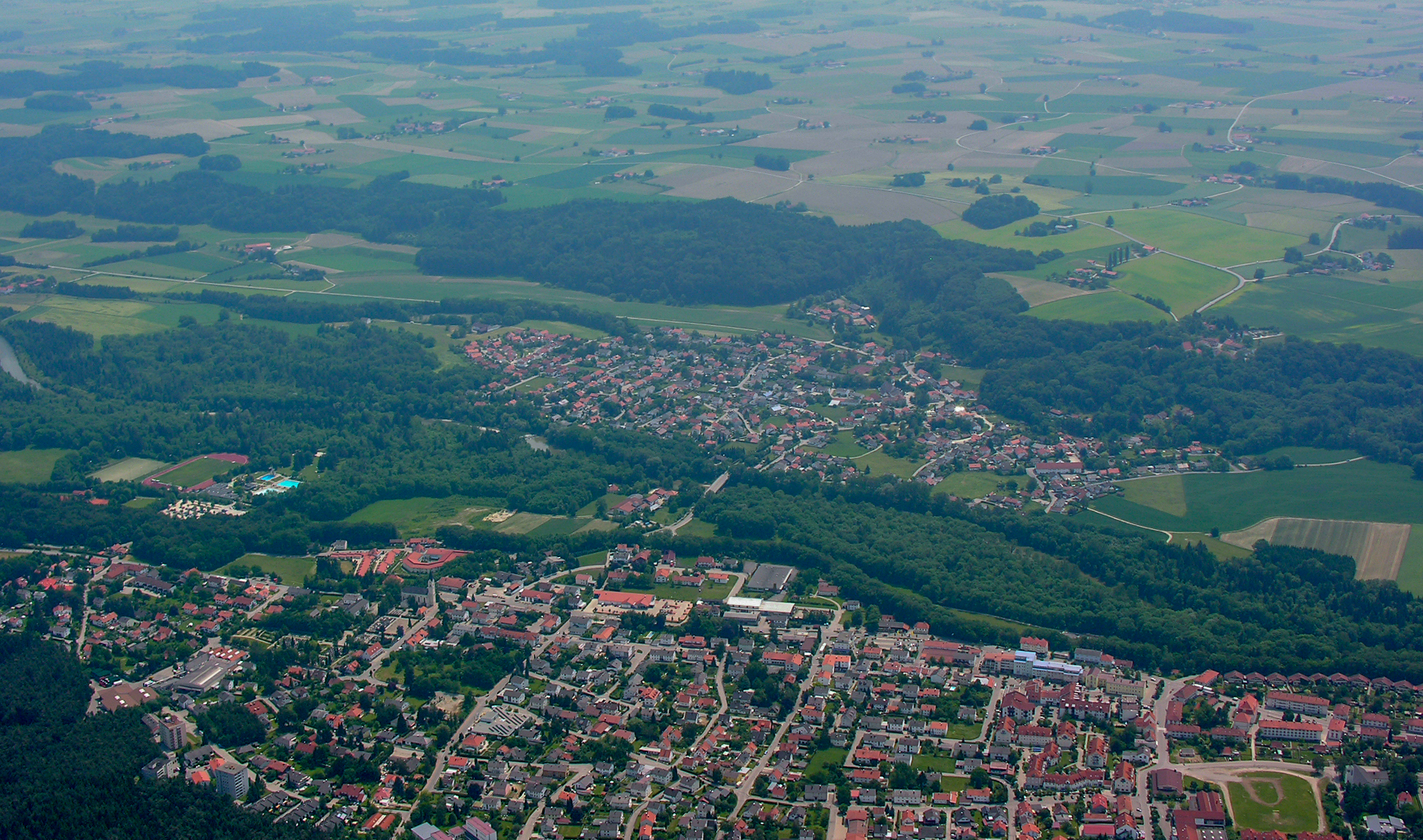
Garching an der Alz aus der Luft

Auf dieser Seite sind die Baudenkmäler in der oberbayerischen Gemeinde Garching an der Alz zusammengestellt. Diese Tabelle ist eine Teilliste der Liste der Baudenkmäler in Bayern. Grundlage ist die Bayerische Denkmalliste, die auf Basis des Bayerischen Denkmalschutzgesetzes vom 1. Oktober 1973 erstmals erstellt wurde und seither durch das Bayerische Landesamt für Denkmalpflege geführt wird. Die folgenden Angaben ersetzen nicht die rechtsverbindliche Auskunft der Denkmalschutzbehörde.

## Baudenkmäler nach Ortsteilen

### Garching
| Lage | Objekt                                                                                                 | Beschreibung | Akten-Nr.              | Bild                                                                                                   |
| --- | --- | --- | ---------------------- | --- |
| Altöttinger Straße 38 (Standort) | Ehemaliges Pfarrhaus                                                                                   | Stattlicher Bau mit hohem Walmdach, bezeichnet mit dem Jahr 1729 | D-1-71-117-2 Wikidata  | BW |
| Altöttinger Straße 43 (Standort) | Katholische Pfarrkirche St. Nikolaus                                                                   | neuromanische Saalkirche, erbaut von Karl Leimbach, 1870–72; mit Ausstattung | D-1-71-117-1 Wikidata  | weitere Bilder                                                                                         |
| Am Spilbichl 23 (Standort) | Bauernhof, sogenanntes Rain-Anwesen                                                                    | Einfirsthof, Nagelfluhbau mit Bundwerkpartien am Stadelteil und der westlich anschließenden „Hütte“, an der Firstpfette bezeichnet mit dem Jahr 1838, Ziegeltafel am Stallteil bezeichnet mit dem Jahr 1858 | D-1-71-117-3 Wikidata  | BW |
| Bahnhofstraße 4 (Standort) | Bahnhof Garching a. d. Alz                                                                             | Stationsgebäude der 1908 eröffneten Strecke Mühldorf-Freilassing, eingeschossiger Giebelbau mit hohem Satteldach und beidseitigen niedrigeren Annexbauten mit abgewalmten Dächern, Erdgeschosszone im Mittelteil z. T. hinter Pfeilerstellung zurückgesetzt, östlich mit integriertem Stellwerk, 1908; mit technischer Ausstattung; zwei Stellwerke, eingeschossige Walmdachbauten, gleichzeitig; mit technischer Ausstattung | D-1-71-117-90          | BW |
| Bahnhofstraße 5 (Standort) | Ehem. Bahnhofsrestauration                                                                             | zweigeschossiger Schopfwalmdachbau mit Loggia, giebelseitigem Erker und Putzgliederung, im Reformstil, wohl nach Plänen von Franz Xaver Steegmüller, 1908, westlich angebauter Saalbau, eingeschossig mit Satteldach, 1929 | D-1-71-117-94          | BW |
| Bahnlinie Mühldorf (Oberbay.) - Freilassing, bei km 17,898 (Standort) | Eisenbahnbrücke                                                                                        | Bestandteil der Bahnlinie Mühldorf-Freilassing, mit drei Gewölbeviadukten über die Alz, aus Stampfbeton, mit Pfeilervorlagen und großen Rundöffnungen, nach Plänen der Königlichen Eisenbahndirection, von Sager & Wörner, 1907/08, Brückenkrone erneuert; | D-1-71-117-88          | BW |
| Bahnlinie Mühldorf (Oberbay.) - Freilassing, bei km 18,075 (Standort) | Eisenbahnbrücke                                                                                        | Bestandteil der Bahnlinie Mühldorf-Freilassing, Vorlandbrücke mit drei Gewölbeviadukten aus Stampfbeton, nach Plänen der Königlichen Eisenbahndirection, von Sager & Wörner, 1907/08, Brückenkrone erneuert | D-1-71-117-89          | BW |
| Hangstraße 1 bis Hangstraße 14a; Janischplatz 2 bis Janischplatz 11a; Mozartstraße 2; Mozartstraße 2a; Nähe Hangstraße; Nähe Kirchweg; Turnstraße 1;Turnstraße 1a; Turnstraße 3; Turnstraße 3a (Standort) | Ehemalige Siedlung der Bayer. Stickstoff-Werke AG, sogenannte SKW-Werkssiedlung, jetzt Janischsiedlung | auf der Grundlage eines städtebaulichen Vorentwurfs (1922) von Otto Rudolf Salvisberg bis 1924 nach dessen Plänen realisiert. Als Haustypen vorherrschend sind zwei- und dreigeschossige Mehrfamilienhäuser (Arbeiterwohnhäuser) mit flachen, weit vorkragenden Walmdächern und Putzgliederung in Formen des expressionistischen Heimatstils. Sie konzentrieren sich, teilweise zu Viererblöcken zusammengeschlossen, auf den zentralen Platz mit dem gleichzeitig für die Gemeinde errichteten Schulhaus und auf den Abschnitt der Altöttinger Straße, die in leicht gekrümmter Führung die gesamte Siedlung durchzieht. Torähnlich angeordnete Hauspaare mit diagonal vorgebauten Erkern markieren hier die Eingangssituation im Osten und Westen. Im Gegensatz dazu steht der Typ der erdgeschossigen, giebelständigen Doppelhäuser mit weit vorkragenden Satteldächern und Anklängen an alpenländische Bauformen; diese sogenannte Angestellten-Doppelhäuser bilden eine geschlossene Randbebauung im südlichen Teil der Siedlung entlang der Hangstraße. Zum ursprünglichen Konzept der Siedlung, die trotz ökonomischer Beschränkungen und rationalisierter Bauweise einen gehobenen Wohnstandard bot, gehören auch die Hausgärten, die anteilig jeder Wohnung zur Nutzung zugewiesen waren, und die darin paarweise oder in lockerer Reihung angeordnete Gartenhäuschen. Siehe Hangstraße 1-14a, Janischplatz 1-11a, Mozartstraße 2-2a, Turnstraße 1-3a. Westlich abgerückt vom eigentlichen Siedlungskomplex drei weitere Mehrfamilienhäuser (sogenannte Beamtenwohnhäuser), siehe Trostberger Straße 4/4a, 6/6a und 8/8a | D-1-71-117-4 Wikidata  | Ehemalige Siedlung der Bayer. Stickstoff-Werke AG, sogenannte SKW-Werkssiedlung, jetzt Janischsiedlung |
| Hangstraße 3a; Janischplatz 3 (Standort) | Mietshaus                                                                                              | Zweigeschossiger Walmdachbau mit Putzgliederung in Formen des expressionistischen Heimatstils, von Otto Rudolf Salvisberg, um 1923/24 Teil der ehemaligen SKW-Werkssiedlung | D-1-71-117-8 Wikidata  | BW |
| Hangstraße 1; Hangstraße 1a. (Standort) | Mietshaus                                                                                              | zweigeschossiger Walmdachbau mit Eckerker und Putzgliederung in Formen des expressionistischen Heimatstils, Otto Rudolf Salvisberg, um 1923/24 Siehe auch Listeneintrag Ehemalige Siedlung der Bayer. Stickstoff-Werke AG, sogenannte SKW-Werkssiedlung | D-1-71-117-6 Wikidata  | BW |
| Hangstraße 4; Hangstraße 4a (Standort) | Doppelhaus                                                                                             | Eingeschossiges Wohnhaus mit Flachsatteldach, ausgebautem Dachgeschoss und Putzgliederung in Formen des expressionistischen Heimatstils, von Otto Rudolf Salvisberg, um 1923/24. Teil der ehemaligen SKW-Werkssiedlung | D-1-71-117-9 Wikidata  | BW |
| Hangstraße 5; Hangstraße 5a (Standort) | Doppelhaus                                                                                             | Eingeschossiges Wohnhaus mit Flachsatteldach, ausgebautem Dachgeschoss und Putzgliederung in Formen des expressionistischen Heimatstils, Otto Rudolf Salvisberg, um 1923/24 Teil der ehemaligen SKW-Werkssiedlung | D-1-71-117-10 Wikidata | BW |
| Hangstraße 6; Hangstraße 6a (Standort) | Doppelhaus                                                                                             | Eingeschossiges Wohnhaus mit Flachsatteldach, ausgebautem Dachgeschoss und Putzgliederung in Formen des expressionistischen Heimatstils, von Otto Rudolf Salvisberg, um 1923/24 Teil der ehemaligen SKW-Werkssiedlung | D-1-71-117-11 Wikidata | BW |
| Hangstraße 7; Hangstraße 7a (Standort) | Doppelhaus                                                                                             | Eingeschossiges Wohnhaus mit Flachsatteldach, ausgebautem Dachgeschoss und Putzgliederung in Formen des expressionistischen Heimatstils, von Otto Rudolf Salvisberg, um 1923/24. Teil der ehemaligen SKW-Werkssiedlung | D-1-71-117-12          | BW |
| Hangstraße 8; Hangstraße 8a (Standort) | Doppelhaus                                                                                             | Eingeschossiges Wohnhaus mit Flachsatteldach, ausgebautem Dachgeschoss und Putzgliederung in Formen des expressionistischen Heimatstils, von Otto Rudolf Salvisberg, um 1923/24 Teil der ehemaligen SKW-Werkssiedlung | D-1-71-117-13          | BW |
| Hangstraße 9; Hangstraße 9a (Standort) | Doppelhaus                                                                                             | Eingeschossiges Wohnhaus mit Flachsatteldach, ausgebautem Dachgeschoss und Putzgliederung in Formen des expressionistischen Heimatstils, von Otto Rudolf Salvisberg, um 1923/24. Teil der ehemaligen SKW-Werkssiedlung | D-1-71-117-14          | BW |
| Hangstraße 10; Hangstraße 10a (Standort) | Doppelhaus                                                                                             | Eingeschossiges Wohnhaus mit Flachsatteldach, ausgebautem Dachgeschoss und Putzgliederung in Formen des expressionistischen Heimatstils, von Otto Rudolf Salvisberg, um 1923/24 Teil der ehemaligen SKW-Werkssiedlung | D-1-71-117-15          | BW |
| Hangstraße 11; Hangstraße 11a (Standort) | Doppelhaus                                                                                             | Eingeschossiges Wohnhaus mit Flachsatteldach, ausgebautem Dachgeschoss und Putzgliederung in Formen des expressionistischen Heimatstils, von Otto Rudolf Salvisberg, um 1923/24 Teil der ehemaligen SKW-Werkssiedlung | D-1-71-117-16          | BW |
| Hangstraße 12; Hangstraße 12a (Standort) | Doppelhaus                                                                                             | Eingeschossiges Wohnhaus mit Flachsatteldach, ausgebautem Dachgeschoss und Putzgliederung in Formen des expressionistischen Heimatstils, von Otto Rudolf Salvisberg, um 1923/24 Teil der ehemaligen SKW-Werkssiedlung | D-1-71-117-17          | BW |
| Hangstraße 13; Hangstraße 13a (Standort) | Doppelhaus                                                                                             | Eingeschossiges Wohnhaus mit Flachsatteldach, ausgebautem Dachgeschoss und Putzgliederung in Formen des expressionistischen Heimatstils, von Otto Rudolf Salvisberg, um 1923/24 Teil der ehemaligen SKW-Werkssiedlung | D-1-71-117-18          | BW |
| Hangstraße 14; Hangstraße 14a (Standort) | Mietshaus                                                                                              | Zweigeschossiger Walmdachbau mit Eckerker und Putzgliederung in Formen des expressionistischen Heimatstils, von Otto Rudolf Salvisberg, um 1923/24 | D-1-71-117-19 Wikidata | BW |
| Janischplatz 1 (Standort) | Schulhaus                                                                                              | Zweigeschossiger Mansard-Walmdachbau, von Otto Rudolf Salvisberg, 1923/24, nach Norden angeschlossener Erweiterungsbau, zweigeschossig mit Walmdach, 1931 Teil der ehemaligen SKW-Werkssiedlung | D-1-71-117-20 Wikidata | Schulhaus                                                                                              |
| Janischplatz 2; Janischplatz 2a (Standort) | Mietshaus                                                                                              | Zweigeschossiger Walmdachbau mit Putzgliederung in Formen des expressionistischen Heimatstils, von Otto Rudolf Salvisberg, um 1923/24 Teil der ehemaligen SKW-Werkssiedlung. | D-1-71-117-7           | BW |
| Janischplatz 2; Janischplatz 2a; Janischplatz 2b; Janischplatz 2c (Standort) | Mietshaus                                                                                              | Dreigeschossiger Walmdachbau mit Putzgliederung in Formen des expressionistischen Heimatstils, von Otto Rudolf Salvisberg, um 1923/24 Teil der ehemaligen SKW-Werkssiedlung | D-1-71-117-21 Wikidata | Mietshaus                                                                                              |
| Janischplatz 3 (Standort) | Mietshaus                                                                                              | Dreigeschossiger Walmdachbau mit Putzgliederung in Formen des expressionistischen Heimatstils, von Otto Rudolf Salvisberg, um 1923/24 Teil der ehemaligen SKW-Werkssiedlung. | D-1-71-117-22          | BW |
| Janischplatz 4 (Standort) | Mietshaus                                                                                              | Zweigeschossiger Walmdachbau mit Putzgliederung in Formen des expressionistischen Heimatstils, von Otto Rudolf Salvisberg, um 1923/24 Teil der ehemaligen SKW-Werkssiedlung. | D-1-71-117-23          | BW |
| Janischplatz 5 (Standort) | Mietshaus                                                                                              | Zweigeschossiger Walmdachbau mit Putzgliederung in Formen des expressionistischen Heimatstils, von Otto Rudolf Salvisberg, um 1923/24 Teil der ehemaligen SKW-Werkssiedlung | D-1-71-117-24          | BW |
| Janischplatz 6 (Standort) | Wohnhaus                                                                                               | Erdgeschossiger Bau, Kniestock mit Bundwerkteil, um 1923/24, im Kern wohl älter Teil der ehemaligen SKW-Werkssiedlung. | D-1-71-117-25 Wikidata | Wohnhaus                                                                                               |
| Janischplatz 7 (Standort) | Mietshaus                                                                                              | zweigeschossiger Walmdachbau mit Putzgliederung in Formen des expressionistischen Heimatstils, von Otto Rudolf Salvisberg, um 1923/24 Teil der ehemaligen SKW-Werkssiedlung | D-1-71-117-26          | Mietshaus                                                                                              |
| Janischplatz 8 (Standort) | Mietshaus                                                                                              | Dreigeschossiger Walmdachbau mit Putzgliederung in Formen des expressionistischen Heimatstils, Otto Rudolf Salvisberg, um 1923/24 Teil der ehemaligen SKW-Werkssiedlung | D-1-71-117-27 Wikidata | BW |
| Janischplatz 9; Janischplatz 9a; Janischplatz 9b; Janischplatz 9c (Standort) | Mietshaus                                                                                              | Dreigeschossiger Walmdachbau mit Putzgliederung in Formen des expressionistischen Heimatstils, Otto Rudolf Salvisberg, um 1923/24 Teil der ehemaligen SKW-Werkssiedlung | D-1-71-117-28          | Mietshaus                                                                                              |
| Janischplatz 10; Janischplatz 10a (Standort) | Mietshaus                                                                                              | Zweigeschossiger Walmdachbau mit Putzgliederung in Formen des expressionistischen Heimatstils, von Otto Rudolf Salvisberg, um 1923/24 Teil der ehemaligen SKW-Werkssiedlung. | D-1-71-117-29          | Mietshaus                                                                                              |
| Janischplatz 11; Janischplatz 11a (Standort) | Mietshaus                                                                                              | Zweigeschossiger Walmdachbau mit Putzgliederung in Formen des expressionistischen Heimatstils, von Otto Rudolf Salvisberg, um 1923/24 Teil der ehemaligen SKW-Werkssiedlung | D-1-71-117-30          | BW |
| Mozartstraße 2; Mozartstraße 2a (Standort) | Mietshaus                                                                                              | Zweigeschossiger Walmdachbau mit Eckerker und Putzgliederung in Formen des expressionistischen Heimatstils, Otto Rudolf Salvisberg, um 1923/24 Teil der ehemaligen SKW-Werkssiedlung | D-1-71-117-31 Wikidata | BW |
| Trostberger Straße 4; Trostberger Straße 4a (Standort) | Mietshaus                                                                                              | Zweigeschossiger Satteldachbau, mit Putzgliederung in Formen des expressionistischen Heimatstils, von Otto Rudolf Salvisberg, um 1923/24; zugehörig Hausgarten Teil der ehemaligen SKW-Werkssiedlung | D-1-71-117-32 Wikidata | BW |
| Trostberger Straße 6; Trostberger Straße 6a (Standort) | Mietshaus                                                                                              | Zweigeschossiger Satteldachbau, mit Putzgliederung in Formen des expressionistischen Heimatstils, von Otto Rudolf Salvisberg, um 1923/24; zugehörig Garage, kleiner Steildachbau, gleichzeitig; zugehörig Hausgarten. Teil der ehemaligen SKW-Werkssiedlung | D-1-71-117-33 Wikidata | BW |
| Trostberger Straße 8; Trostberger Straße 8a (Standort) | Mietshaus                                                                                              | Zweigeschossiger Satteldachbau, mit Putzgliederung in Formen des expressionistischen Heimatstils, von Otto Rudolf Salvisberg, um 1923/24; zugehörig Garage, kleiner Steildachbau, gleichzeitig; zugehörig Garten. Teil der ehemaligen SKW-Werkssiedlung | D-1-71-117-34          | BW |
| Turnstraße 1; Turnstraße 1a (Standort) | Mietshaus                                                                                              | Zweigeschossiger Walmdachbau mit Eckerker und Putzgliederung in Formen des expressionistischen Heimatstils, von Otto Rudolf Salvisberg, um 1923/24 Teil der ehemaligen SKW-Werkssiedlung | D-1-71-117-35          | Mietshaus                                                                                              |
| Turnstraße 3; Turnstraße 3a (Standort) | Mietshaus                                                                                              | Zweigeschossiger Walmdachbau mit Putzgliederung in Formen des expressionistischen Heimatstils, von Otto Rudolf Salvisberg, um 1923/24. Teil der ehemaligen SKW-Werkssiedlung | D-1-71-117-36 Wikidata | Mietshaus                                                                                              |

### Ausleiten
| Lage                    | Objekt         | Beschreibung                                                          | Akten-Nr.              | Bild |
| ----------------------- | -------------- | --------------------------------------------------------------------- | ---------------------- | ---- |
| Ausleiten 57 (Standort) | Bildstock      | mit Gitter, erste Hälfte 19. Jahrhundert; südöstlich von Stadl        | D-1-71-117-40 Wikidata | BW   |
| Ausleiten 58 (Standort) | Bundwerkstadel | Südflügel des ehemaligen Vierseithofes, bezeichnet mit dem Jahr 1857. | D-1-71-117-38 Wikidata | BW   |
| Ausleiten 85 (Standort) | Getreidekasten | Freistehender zweigeschossiger Blockbau, um 1700                      | D-1-71-117-39 Wikidata | BW   |

### Hart an der Alz
| Lage                           | Objekt                                         | Beschreibung | Akten-Nr.              | Bild |
| ------------------------------ | ---------------------------------------------- | --- | ---------------------- | ---- |
| Frank-Caro-Straße 1 (Standort) | Gasthaus                                       | Stattlicher, zweigeschossiger Walmdachbau, mit Eckerker, Heimatstil, um 1925 | D-1-71-117-50 Wikidata | BW   |
| Mühlweg (Standort)             | Vierzehn-Nothelfer-Kapelle oder Berndl-Kapelle | Wegkapelle, bezeichnet mit dem Jahr 1837 | D-1-71-117-49 Wikidata | BW   |
| Schulstraße 7 (Standort)       | Katholische Pfarrkirche Heilige Familie        | Saalkirche, Neurokoko, von Albert Hamberger, 1927; mit Ausstattung; südlich angebautes Pfarrhaus, zweigeschossiger Bau mit Schopfwalm, wohl gleichzeitig; Leichenhaus, Walmdachbau mit Giebelrisalit und Fresko, wohl gleichzeitig | D-1-71-117-51 Wikidata | BW   |

### Obergarching
| Lage                        | Objekt              | Beschreibung | Akten-Nr.              | Bild |
| --------------------------- | ------------------- | --- | ---------------------- | ---- |
| In Obergarching (Standort)  | Bildstock           | Tuffstein, wohl noch 18. Jahrhundert; am Weg nach Garching | D-1-71-117-66 Wikidata | BW   |
| Obergarching 102 (Standort) | Stadel mit Bundwerk | Südflügel des Vierseithofes, zweites Viertel 19. Jahrhundert | D-1-71-117-63 Wikidata | BW   |
| Obergarching 106 (Standort) | Bauernhaus          | Nordflügel des Vierseithofes, zweigeschossiger Flachsatteldachbau mit Putzgliederung, ehemals mit Rossstall, bezeichnet mit dem Jahr 1858; östlich Hütte, mit Bundwerk, um 1860; südlich Stadel, mit Gitterbundwerk, um 1860 | D-1-71-117-64 Wikidata | BW   |

### Wald an der Alz
| Lage                                                                                       | Objekt                                                    | Beschreibung | Akten-Nr.              | Bild           |
| ------------------------------------------------------------------------------------------ | --------------------------------------------------------- | --- | ---------------------- | -------------- |
| Garchinger Straße 1 (Standort)                                                             | Ehemaliges Kauf- und Warenhaus - jetzt: Versicherungsbüro | Schlossartiger Bau mit Mansarddach, mehreren Ecktürmchen und reicher Fassadengliederung in Formen der Neurenaissance, 1904. Das Gebäude wurde in den Jahren 2021 und 2022 kernsaniert. | D-1-71-117-74 Wikidata | BW             |
| Hirtener Straße 6 (Standort)                                                               | Galgensäule                                               | Galgensäule der Richtstätte der ehemaligen Herrschaft Wald, Tuffpfeiler, ca. 2,10 m hoch, wohl 16./17. Jahrhundert | D-1-71-117-82 Wikidata | BW             |
| Kirchenweg; Oberberg 1 (Standort)                                                          | Schloss Wald an der Alz                                   | Zwei barocke Flügelbauten, auf mittelalterlicher Grundlage, im 19./20. Jahrhundert ausgebaut; Befestigung, Eckturm der Befestigung und Stumpf eines Eckturms, im Kern mittelalterlich; Halsgraben; Ehemalige Schlosskapelle St. Erasmus, seit 1909 Katholische Pfarrkirche, bauliche Grundlage von 1479, barocker Ausbau 1680/81, nördliche Erweiterung 1837; mit Ausstattung                                                             | D-1-71-117-79 Wikidata | weitere Bilder |
| Lindenweg 4 (Standort)                                                                     | Ehemaliges Bauernhaus                                     | Einfirsthof, mit verschaltem Blockbau-Obergeschoss, im Kern 18. Jahrhundert, erneuert | D-1-71-117-75 Wikidata | BW             |
| Max-von-Mayer-Straße 4 (Standort)                                                          | Landhaus                                                  | Umgebautes und erweitertes Bauernhaus, zwei- bzw. dreigeschossige gestaffelte Anlage am Schloßberghang, mit Flachsatteldächern, Erker, Terrasse und Eingangsüberdachung, in Formen des Heimatstils, von Friedrich von Thiersch, 1905 | D-1-71-117-77 Wikidata | BW             |
| Nähe Brunnthaler Straße (Standort)                                                         | Johann-Nepomuk-Kapelle                                    | Ende 19. Jahrhundert; mit Ausstattung; beim Friedhof | D-1-71-117-76 Wikidata | BW             |
| Oberberg 2 (Standort)                                                                      | Ehemaliges Pfleghaus                                      | Bis 1802 Pfleghaus, seit 1909 Pfarrhof, mit Steilsatteldach und Kastenerker, zweite Hälfte 15. Jahrhundert, umgebaut 1562 | D-1-71-117-80 Wikidata | weitere Bilder |
| Oberberg (Standort)                                                                        | Familiengruft und Mausoleum der von Mayer auf Starzhausen | Walmdachbau mit Vorhalle, um 1921; mit Ausstattung; Einfriedung mit Ruhebank, aus Stampfbeton, gleichzeitig. | D-1-71-117-92          | BW             |
| Schloßbergstraße; Kr AÖ 27; Nähe Schloßbergstraße; Bräustraße 3; Bräustraße 3 a (Standort) | Gasthaus, ehemals Schlossbrauerei                         | Hauptbau, zweigeschossiger Satteldachbau, im Innern mit hohem tonnengewölbtem Sudhaus und Lagerräumen des 18. Jahrhunderts, zweischiffige gewölbte Gaststube, 19. Jahrhundert, Erneuerung des Daches und Modernisierung des Obergeschosses 1949; westlich angeschlossener Anbau, zweigeschossiger Satteldachbau, erdgeschossige Lagerräume mit Gewölben, wohl noch 17. Jahrhundert; zugehörige Bierkeller im Schlossberg, 18. Jahrhundert | D-1-71-117-87 Wikidata | BW             |
| Schloßbergstraße 9 (Standort)                                                              | Villa, sogenanntes Hubertusschlössl, ehemals Hotel        | reich gegliederter Baukörper mit Mansarddächern, Schopfwalm und Altane, frühes 20. Jahrhundert | D-1-71-117-81 Wikidata | BW             |

### Weitere Ortsteile
| Lage                                   | Objekt                               | Beschreibung | Akten-Nr.              | Bild           |
| -------------------------------------- | ------------------------------------ | --- | ---------------------- | -------------- |
| Berndlmühle Berndlmühle 25 (Standort)  | Einfirsthof                          | Bauernhaus mit Giebellaube, Stadeltrakt mit Bundwerk, bezeichnet mit dem Jahr 1848 | D-1-71-117-47 Wikidata | BW             |
| Bruck Trostberger Straße 32 (Standort) | Hakenhof, ehemaliges Bauernhaus      | mit Obergeschoss-Blockbau und Giebellaube, datiert 1831; Querstadel, mit Bundwerk, 19. Jahrhundert | D-1-71-117-41 Wikidata | BW             |
| Brunnthal Brunnthal 16 (Standort)      | Ehemaliges Kleinbauernhaus           | mit Blockbau-Obergeschoss und Traufschrot, Ende 18. Jahrhundert | D-1-71-117-43 Wikidata | BW             |
| Geisberg bei Haus Nr. 39 (Standort)    | Hütte                                | Westflügel des ehemaligen Vierseithofes, mit Bundwerkobergeschoss und Fleckenmauerwerk, 1. Hälfte 19. Jahrhundert                                                                                               | D-1-71-117-45 Wikidata | BW             |
| Gloneck Gloneck 34 (Standort)          | Bauernhaus                           | mit Blockbau-Obergeschoss, erste Hälfte 19. Jahrhundert, Westtrakt erneuert; östlich Hütte, langgestreckter Bau mit Blockbau-Obergeschoss und Getreidekasten, Ende 17. Jahrhundert                              | D-1-71-117-46 Wikidata | BW             |
| Hub Hub 66 (Standort)                  | Stadel mit Gitterbundwerk            | Südflügel des ehemaligen Vierseithofes, bezeichnet mit dem Jahr 1845 | D-1-71-117-52 Wikidata | BW             |
| Langschwert Langschwert 70 (Standort)  | Hütte                                | Ostflügel des Vierseithofes, mit reichem Bundwerk, wohl erstes Drittel 19. Jahrhundert | D-1-71-117-53 Wikidata | BW             |
| Lex Flur Lex (Standort)                | Bildstock                            | mit Votivbild, bezeichnet mit dem Jahr 1812; etwa 100 m östlich vom Hof an der Abzweigung | D-1-71-117-55 Wikidata | BW             |
| Lindach Lindach 49 (Standort)          | Bauernhaus                           | Nordflügel des Vierseithofes, eingeschossiger Tuffquaderbau mit erneuertem Blockbau-Kniestock, 1. Viertel 19. Jahrhundert; östlich Nebengebäude, teilverputzter Blockbau, wohl frühes 18. Jahrhundert           | D-1-71-117-56 Wikidata | BW             |
| Maierhofen Maierhofen 8 (Standort)     | Einfirsthof                          | aus Natursteinmauerwerk, Gitterbundwerk am Heuboden, gegen Mitte 19. Jahrhundert | D-1-71-117-57 Wikidata | BW             |
| Matzen Matzen 36 (Standort)            | Kapelle                              | Wohl zweite Hälfte 19. Jahrhundert; nördlich der Höfe | D-1-71-117-58 Wikidata | BW             |
| Mauerberg Mauerberg 46 (Standort)      | Vierseithof                          | Nördlich Gasthaus, stattlicher dreigeschossiger Putzbau, bezeichnet mit dem Jahr 1873; südlich Wirtsstadel, 19. Jahrhundert; östlich und westlich Ökonomiegebäude, östlicher Trakt bezeichnet mit dem Jahr 1840 | D-1-71-117-60 Wikidata | BW             |
| Mauerberg Mauerberg 113 (Standort)     | Katholische Filialkirche St. Stephan | spätgotischer Nagelfluhquaderbau, 1484; mit Ausstattung | D-1-71-117-59 Wikidata | weitere Bilder |
| Mörn Flur Mörn (Standort)              | Kapelle                              | mit Putzgliederung und Steildach, zweite Hälfte 19. Jahrhundert | D-1-71-117-62 Wikidata | BW             |
| Oed Flur Winklhart (Standort)          | Bildstock                            | Erste Hälfte 19. Jahrhundert, 1982 erneuert; an der Hauptstraße | D-1-71-117-68 Wikidata | BW             |
| Schnabling Schnabling 112 (Standort)   | Katholische Filialkirche St. Ulrich  | Saalkirche, mit Dachreiter, auf gotischer Grundlage, im 17. und 18. Jahrhundert verändert; mit Ausstattung | D-1-71-117-69 Wikidata | BW             |
| Simetsbichl Simetsbichl 64 (Standort)  | Stadel                               | Südflügel des Vierseithofes, mit Gitterbundwerk, 1841; Querstadel, Ostflügel, mit Gitterbundwerk, bezeichnet mit dem Jahr 1841                                                                                  | D-1-71-117-70 Wikidata | BW             |
| Stecken Hoffeld (Standort)             | Bildstock                            | Erste Hälfte 19. Jahrhundert; auf der Anhöhe | D-1-71-117-72 Wikidata | BW             |
| Stecken Stecken 14 (Standort)          | Bildstock, sogenannte Bräukapelle    | um 1880; ca. 200 m vor der Abzweigung nach Stecken | D-1-71-117-73 Wikidata | BW             |
| Weipolding Weipolding 95 (Standort)    | Nebengebäude                         | Hütte, mit Bundwerk- und Blockbauteil, Getreidekasten, Anfang 19. Jahrhundert; Backhaus, teilweise Blockbau, mit altertümlichem Werkstattanbau, bezeichnet mit dem Jahr 1723                                    | D-1-71-117-84 Wikidata | BW             |

## Ehemalige Baudenkmäler
In diesem Abschnitt sind Objekte aufgeführt, die früher einmal in der Denkmalliste eingetragen waren, jetzt aber nicht mehr. Objekte, die in anderem Zusammenhang also z. B. als Teil eines Baudenkmals weiter eingetragen sind, sollen hier nicht aufgeführt werden. Aktennummern in diesem Abschnitt sind ehemalige, jetzt nicht mehr gültige Aktennummern.

| Lage                  | Objekt     | Beschreibung | Akten-Nr.              | Bild |
| --------------------- | ---------- | --- | ---------------------- | ---- |
| Lex Lex 87 (Standort) | Bauernhaus | Nordflügel des ehemaligen Vierseithofes, kleiner verputzter Blockbau mit Flachsatteldach, um 1800; südlich Bundwerkstadel, um 1800. | D-1-71-117-54 Wikidata | BW   |